# ОК Млади радник
ОК Млади радник је одбојкашки клуб из Пожаревца, Србија. Клуб је основан 1946. године, а тренутно се такмичи у Суперлиги Србије.
Домаће утакмице клуб игра у Хали спортова у оквиру Спортског центра Пожаревац, чији је капацитет 2.506 места.

## Историја

### Почетак
Прва одбојкашка лопта је у Пожаревац донета крајем 30-их или почетком 40-их година 20. века. Прво одбојкашко игралиште се налазило у дворишту Соколског друштва и одбојка се ту играла све до почетка Другог светског рата, када је окупатор запосео зграду.

### 1946—1990
Након завршетка Другог светског рата, у Шапцу је 1946. играна завршница републичког првенства градских одбојкашких екипа Србије. На завршном турниру је учествовала и екипа Пожаревца, која је била састављена од тек демобилисаних бораца-омладинаца, и та екипа је успела да у конкуренцији више градова освоји прво место. Од те 1946. одбојка се враћа у двориште Трговачке академије, како се сада звало предратно двориште Соколског друштва, и за неколико година је основано више екипа, међу којима и Млади радник. Убрзо затим у оквиру Фискултурног друштва Млади радник дотадашња одбојкашка секција је добила статус одбојкашког клуба.
Временом се ствара потреба да се све већи број одбојкашких клубова организује, па се 1956. оснива Одбојкашки подсавез у Пожаревцу, а у циљу даљег развоја такмичарске одбојке настаје и Одбојкашка лига Пожаревачког среза, у коју се укључио и Млади радник. Године 1963. долази до спајања одбојкашких клубова Млади радник и Железничар, који су заједно са још неколико спортова чинили ново „Друштво за физичку културу Пожаревац“. Након једанаест година ДФК Пожаревац се трансформише и од 1974. клуб поново носи старо име ОК „Млади радник“.
Млади радник је од Друге српске лиге 1974. за четири сезоне стигао до Прве Б савезне лиге Југославије. Играње у Првој Б лиги је био највећи успех у дотадашњој историји клуба, а све до почетка 90-их година 20. века клуб се одржавао у савезном рангу такмичења или би из њега испадао па се враћао после једне или две сезоне.

### Деведесете
Почетком 90-их главни спонзор клуба постаје М Турист Експрес, који финансира довођење квалитетних играча и искусног бугарског тренера, тако да је Млади радник у сезони 1993/94. постао члан Прва А савезне лиге, по први пут у својој историји. Ипак половином следеће сезоне спонзор је престао са извршавањем својих обавеза, тако да клуб напуштају доведени играчи и тренер, и уз помоћ младих играча клуб је сезону 1994/95. у Првој А лиги завршио на последњем месту.
Клуб се нашао у тешкој позицији након одласка претходног спонзора, али је убро нађен нови, прехрамбена индустрија Бамби, са којом је 1995. потписан амбициозан уговор о петогодишњој сарадњи. Млади радник се после две сезоне играња у Првој Б лиги од сезоне 1997/98. поново нашао у Првој А лиги. У првој сезони само због слабије сет разлике клуб није успео да заузме четврто место, које би га водило у неко од европских такмичења. Ипак у Купу СРЈ 1998. Млади радник је по први пут играо на финалном турниру, где је поражен са 3:1 у полуфиналу од ОК Црвене звезде. Рад са млађим селекцијама у претходним годинама је донео резултате, па је пионирска екипа 1999. постала првак Југославије, док је 2001. то пошло за руком и јуниорској и омладинској екипи.

### Новија историја
Сениорска екипа је до распада државне заједнице Србије и Црне Горе 2006. године пар пута је успевала да стигне до плеј офа, али је ту заустављана већ у четвртфиналу. Од 2006. се такмичи у Суперлиги Србије, где је у првој сезони 2006/07. успела да избори опстанак у мини лиги 5-8. У Купу Србије у истој сезони Млади радник је био далеко успешнији, пошто се на финалном турниру одржаном у Новом Саду победом од 3:2 у полуфиналу над суботичким Спартаком по први пут у својој историји пласирао у финале. У финалу је ипак поражен са 3:0 од новосадске Војводине.
Наредне три сезоне Млади радник се борио за опстанак у мини лигама од 5-8 места, док након измене система такмичења у сезони 2010/11. као шестопласирани поново обезбеђује пласман у плеј оф, где је испао већ у четвртфиналу. У сезони 2011/12. је направљен напредак, пошто је регуларни део сезоне клуб завршио на четвртом месту, док је у четвртфиналној серији плеј офа поражен од Партизана са 2:1, иако је повео са 1:0. Исте сезоне у националном купу је поновљен резултат из 2007. године, побеђена је Рибница у полуфиналу финалног турнира, али је у финалу Војводина поново била непремостива препрека (1:3).
Млади радник је у сезони 2014/2015 испао у Прву одбојкашку лигу Србије. Наиме у Плеј аут-у је био поражен од екипе ОК Клек, који су у надигравању остварили три победе. Ипак Млади радник је успео у сезони 2015-2016 да се пласира на финални турнир Купа Србије, који је одржан у Пожаревцу . Пожаревљни су се у полуфиналу састали са екипом Војводине, где су после великог преокрета успели да поразе фаворите из Новог Сада (3:2). У финалу су се састали са екипом Црвене звезде. Београђани су били бољи од Младог радника и са 3:0 у сетовима освојили Куп Србије.
Такође, Млади Радник и Црвена звезда су одиграли у Пожаревцу и суперкуп утакмицу октобра 2016., у коме је Црвена звезда била боља по сетовима 3:2.
Коначно, у сезони 2016/2017, Млади Радник се враћа у одбојкашку Супер Лигу Србије. После одигране 22 утакмице у Првој Лиги Србије, са скором 21-1, освојили су прво место и након две сезоне, вратио у најелитнији ранг такмичења.

## Успеси
- Прва лига Србије:
  - Првак (1): 2016/17.
- Куп Србије:
  - Финалиста (5): 2006/07, 2011/12, 2015/16, 2021/22, 2023/24.
- Суперкуп Србије:
  - Финалиста (1): 2016.

## Учинак у претходним сезонама
| Сез.     | Ранг | Лига Србије      | Позиција | Скор | Бод. | Плеј-оф       | Куп Србије   | Суперкуп Србије |
| -------- | ---- | ---------------- | -------- | ---- | ---- | ------------- | ------------ | --------------- |
| 2019/20. | 1.   | Суперлига Србије | 4. место | 11:7 | 36   | Није се играо | Полуфинале   | —               |
| 2020/21. | 1.   | Суперлига Србије | 7. место | 8:10 | 27   | Полуфинале    | Четвртфинале | —               |
| 2021/22. | 1.   | Суперлига Србије | 7. место | 6:12 | 20   | Четвртфинале  | Финале       | —               |
| 2022/23. | 1.   | Суперлига Србије | —        | —    | —    | —             | Полуфинале   | —               |